# ژنیک شهبازیان

تیم ملی بسکتبال زنان ایران در مسابقات قهرمانی آسیا در کره‌جنوبی ١٩٧٤. نشسته از راست: آیلین ملکیان، سهیلا روحانی، ژنیک شهبازیان، پری نقی‌پور، استلا مددیان، مهین کوره‌چیان، زیبا افلاطون و مارو آوانسیان. ایستاده از راست: مهوش طباطبایی، اِولین آواکیان، هوسیک غوکاسیان، شیرالیو (مربی رومانیایی)، وزیر ورزش کره جنوبی، محمود عدل، حسن ذوالفقاری، پروانه بدراصفهانی و فرزانه نوربخش.

تیم ملی بسکتبال ایران در مسابقات قهرمانی آسیا در کره‌جنوبی در سال ۱۹۷۴ (۱۳۵۳ شمسی). به‌ترتیب از راست: نامعلوم، ژنیک شهبازیان، دیانا آوانسیان، سهیلا روحانی، زیبا افلاطون (کاپیتان) و اولین آواکیان

ژنیک شهبازیان بازیکن بسکتبال و عضو پیشین تیم ملی بسکتبال زنان ایران است.

## دوران باشگاهی

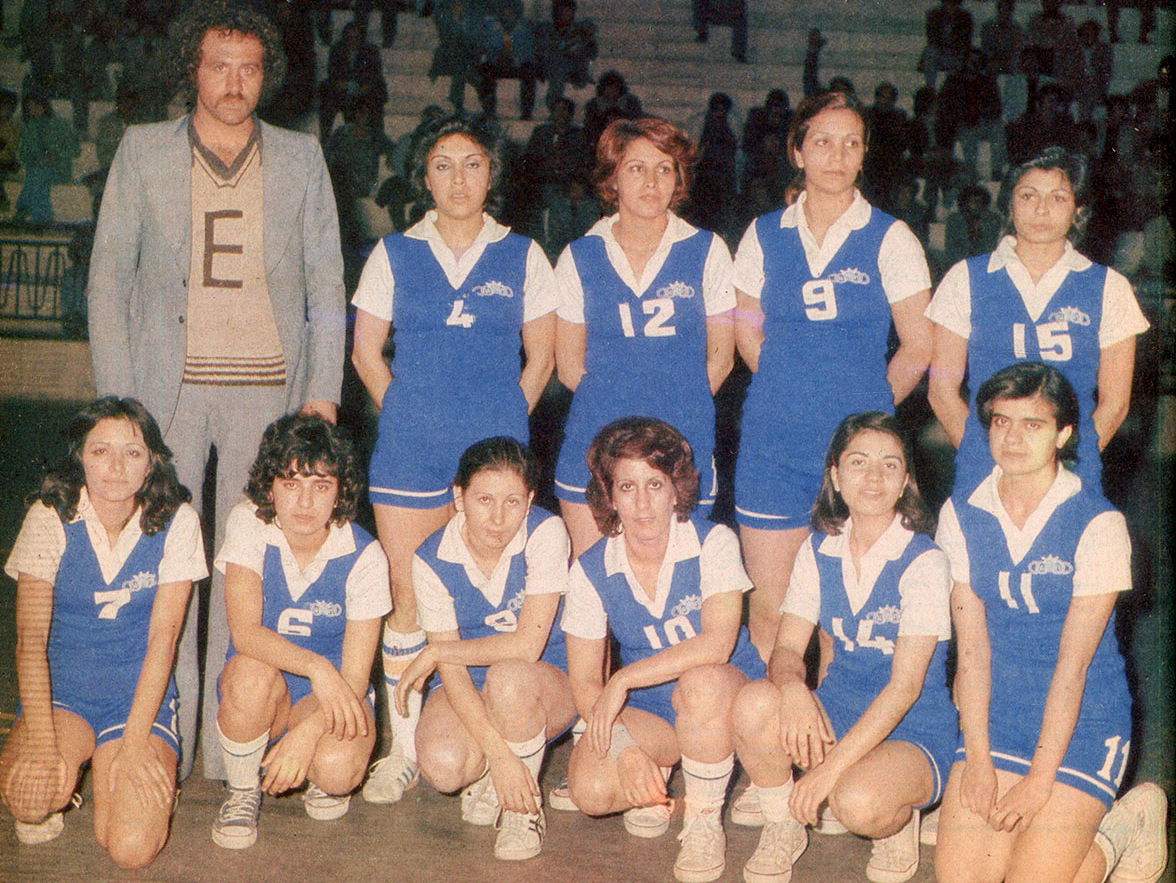
ژنیک شهبازیان، نفر اول نشسته از چپ در ترکیب تیم بسکتبال زنان تاج

شهبازیان سابقه عضویت در تیم بسکتبال زنان دیهیم را دارد. وی در ۱۳۴۹ به تیم بسکتبال زنان تاج پیوست و این تیم را در مسابقات جام باشگاه‌های تهران همراهی کرد. وی به همراه این تیم، در سال ۱۳۵۲ به مقام نایب‌قهرمانی تهران رسید.

### حضور در فوتبال
شهبازیان به عنوان دروازه‌بان تیم فوتبال زنان تاج را در نخستین دیدار بین‌المللی فوتبال زنان ایران همراهی کرد. وی در بازی تاج و منتخبی از زنان ایتالیا که در اردیبهشت ۱۳۵۰ در ورزشگاه امجدیه برگزار شد از بهترین چهره‌های تیم تاج بود و با وجود شکست ۲۰ تیم تاج با درخشش بارها مانع از فروریختن بیشتر دروازه این تیم شد.

## دوران ملی
شهبازیان عضو تیم ملی بسکتبال زنان ایران بود و به همراه این تیم در مسابقات قهرمانی زنان آسیا ۱۹۷۴ در سئول، کره جنوبی حاضر بود. ایران در این مسابقات به رتبه چهارم رسید.